# Anton Matthias Schön

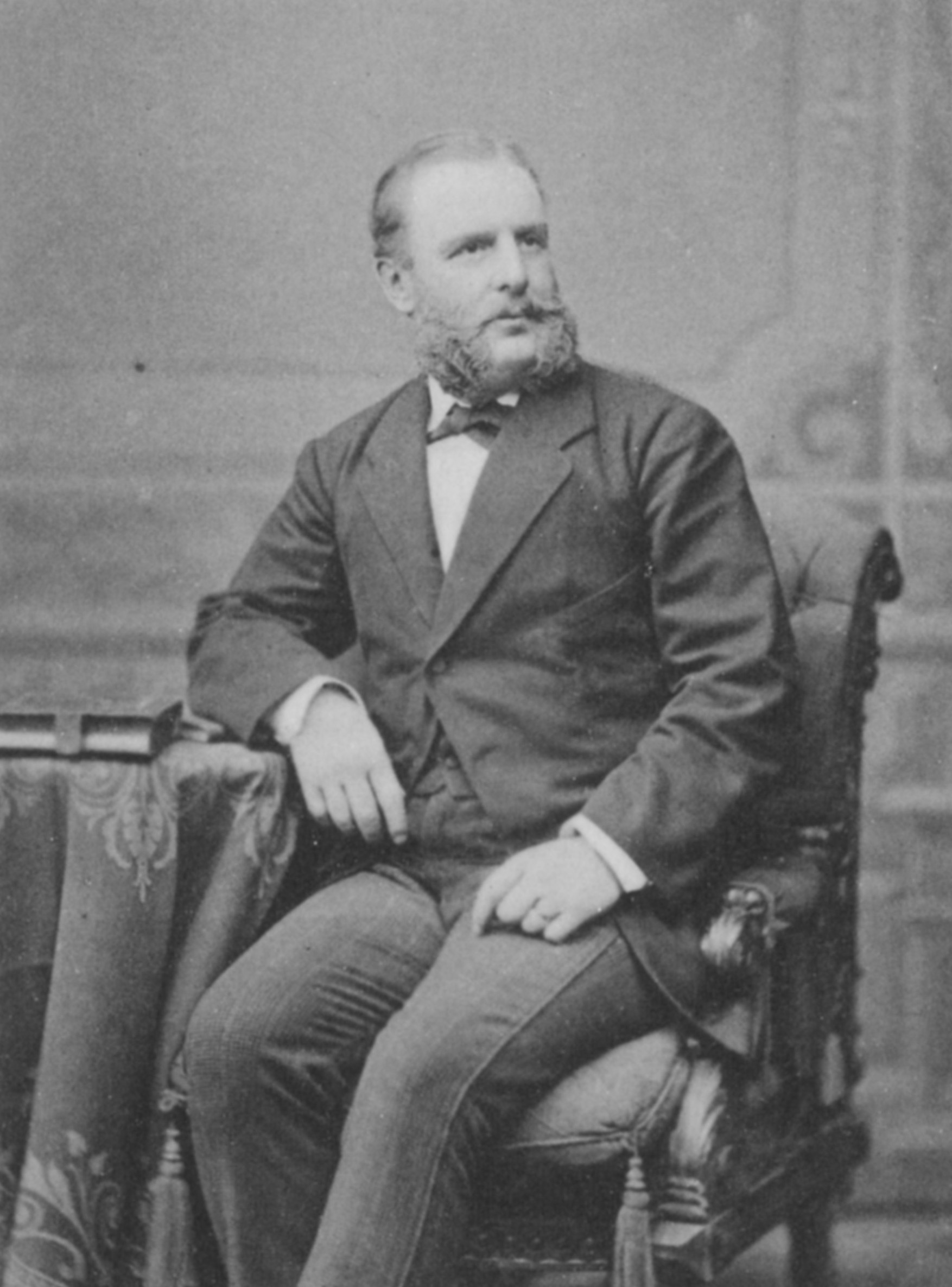
Anton Matthias Schön, um 1914

Anton Matthias Schön (* 8. August 1837 in Hamburg; † 2. Mai 1922 ebenda) war ein Großgrundbesitzer, Unternehmer und Politiker. 

## Biografie
Geboren als dritter Sohn des Hamburger Großreeders August Joseph Schön verbrachte er seine Kindheit mit seinen Brüdern Christian August Wilhelm Schön (1828–1898) und Gustav Adolf Schön (1834–1889) auf den Jungferninseln. Nach der Ausbildung an der Schleidenschen Schule in Hamburg studierte er am Royal Agricultural College in Cirencester in England und an der Universität Berlin.
Er bereiste viele Länder, unter anderem Belgien, Frankreich, England, Schottland und die Vereinigten Staaten.
Schön kandidierte 1878 erfolgreich für den Deutschen Reichstag. Er war Mitglied der Freikonservativen Partei und Amtsvorsteher in Brestau bei Linderode (Landkreis Sorau). Von 1902 bis 1908 war er Mitglied des Preußischen Abgeordnetenhauses.
Als sein Bruder Gustav Adolf für sein Engagement in Berlin-Weißensee Kapital benötigte, unterstützte Anton Matthias Schön ihn. Ebenso übernahm er den Vorsitz im Aufsichtsrat der „Weißenseer Actien-Gesellschaft“, als sein Bruder Gustav Adolf im Jahr 1874 nach Paris umzog.
Der Berlin-Weißensee gelegene Antonplatz trägt seit etwa 1874 seinen Namen.
Schön war mit Charlotte Helene Godeffroy (1841–1930) verheiratet, einer Tochter von Johan Cesar Godeffroy (1813–1885).